# Кизил-Таш (Республіка Алтай)
Кизил-Таш (рос. Кызыл-Таш) — село Кош-Агацького району, Республіка Алтай Росії. Входить до складу Курайського сільського поселення.
Населення — 764 особи (2015 рік).